# Park Narodowy Noel Kempff Mercado
Park Narodowy Noel Kempff Mercado (hiszp. Parque nacional Noel Kempff Mercado) – park narodowy położony we wschodniej Boliwii, w departamentach Santa Cruz (prowincja José Miguel de Velasco) i Beni (prowincja Itenez). Powstał 28 czerwca 1979 roku i zajmuje obszar 15 234,46 km². W 2000 roku park został wpisany na listę światowego dziedzictwa UNESCO. W 2008 roku został zakwalifikowany przez BirdLife International jako ostoja ptaków IBA.

## Opis
Park znajduje się przy granicy z Brazylią i chroni obszar puszczy amazońskiej w górnym biegu rzeki Guapore, o bardzo urozmaiconym krajobrazie. Obejmuje dużą część płaskowyżu Huanchaca (200– 1000 m n.p.m.) i okoliczne niziny. Największą rzeką jest Iténez, która wyznacza granicę z Brazylią, na północ od parku. W parku znajduje się kilkanaście wodospadów. Ostatni odkryto w kwietniu 2022 roku. Teren parku to trudno dostępny obszar pozostający w prawie pierwotnym stanie. Niezbyt liczni turyści przybywają tu głównie drogą lotniczą. Chronione są tu różne gatunki flory i fauny ginące, lub zagrożone wyginięciem. Park obejmuje pięć różnych formacji roślinnych: wilgotny las równikowy, sawannę, tropikalne lasy suche (cerrado i chiquitano), cierniste zarośla i tereny bagienne.
Średnia roczna temperatura w parku wynosi około 25 °C, średnie opady od 1400 do 1500 mm rocznie. 

## Historia
Park został utworzony w 1979 roku pod nazwą Park Narodowy Huanchaca i zajmował mniej niż połowę swojej obecnej powierzchni. Istniał tylko teoretycznie. Nie było strażników, nie prowadzono żadnej działalności. Ten trudno dostępny obszar upodobali sobie za to handlarze narkotyków. Zaczęły działać laboratoria produkujące kokainę, zbudowano tajne lądowiska. We wrześniu 1986 roku handlarze narkotyków zabili tam jednego z najbardziej znanych w Boliwii przyrodników – Noela Kempff Mercado. Wstrząsnęło to boliwijskim społeczeństwem. Utworzono ośrodek, którego zadaniem było zaplanowanie i zagospodarowanie terenu, powiększono obszar parku, zatrudniono strażników, powstały punkty kontrolne, zainwestowano w pojazdy, transport lądowy i rzeczny. Kilka lat później zmieniono nazwę parku na cześć zamordowanego naukowca.

## Flora
W parku odnotowano do tej pory około 2700 gatunków roślin wyższych, jednak szacuje się, że może istnieć ich blisko 4000. Rośnie tu ponad sto odmian storczyków, a także m.in.: Swietenia macrophylla, zagrożona wyginięciem (EN) Amburana cearensis, narażony na wyginięcie (VU) cedrzyk wonny, kauczukowiec brazylijski i kilka gatunków palm, takich jak Euterpe precatoria, Syagrus petraea, Maximiliana maripa, Socratea exorrhiza i Mauritia flexuosa. 

## Fauna
W parku występuje 1142 gatunki kręgowców, w tym 139 gatunków ssaków, 617 gatunków ptaków (21% gatunków występujących w Ameryce Południowej), 250 gatunków ryb, 74 gatunki gadów i 62 gatunki płazów. Kilkadziesiąt gatunków jest  zagrożonych, w tym 33 gatunki ssaków i 29 gatunki ptaków.
Z ssaków żyją tu zagrożone wyginięciem (EN) arirania amazońska i inia amazońska (Inia boliviensis), narażone na wyginięcie (VU) mrówkojad wielki, tapir amerykański i pekari białobrody, a także m.in.: jaguar amerykański, puma płowa, pampasowiec grzywiasty, ocelot wielki, sarniak pampasowy, kapibara wielka, czepiak, wyjec, uistiti czarnogoonowa, uistiti srebrzysta.
Ptaki to m.in.: zagrożony wyginięciem (EN) andowik, narażona na wyginięcie (VU) modroara hiacyntowa oraz ponad 20 gatunków papug, drozd jednobarwny, tukan wielki, harpia gujańska, hoacyn, hełmogłowik czarny.
Gady to m.in.: narażone na wyginięcie (VU) groźnica niema i żabuti czarny, a także arrau, kajman czarny, kajman okularowy, anakonda zielona, grzechotnik straszliwy, teju brazylijski.